# Peter Schmitz (Schauspieler)
Peter Joseph Schmitz (* 29. November 1923 in Linz am Rhein; † 10. Februar 2006) war ein deutscher Schauspieler bei Bühne, Film und Fernsehen.

## Leben und Wirken
Peter Schmitz war zunächst Theater-Schauspieler in Frankfurt am Main, Wiesbaden und Worms. Noch in den 1950er Jahren begann Schmitz nur noch als Freiberufler zu arbeiten. Zu dieser Zeit trat er auch erstmals vor Filmkameras, konzentrierte sich aber ab 1955 auf die Arbeit für das Fernsehen. Zunächst verkörperte er überwiegend einfache Charaktere: einen Arbeiter, einen Servicetechniker, einen Leutnant, einen Wanderer und immer mal wieder einen Polizisten. In späteren Jahren sah man Schmitz auch gastweise in einzelnen Folgen von Fernsehserien, zweimal wirkte er außerdem in einem Tatort mit. Schmitz hat überdies zahlreiche Hörfunkrollen übernommen und wirkte bei diversen Ausgaben der Hörspielserie Geisterjäger John Sinclair vom Tonstudio Braun mit.

## Filmografie
- 1953: Die kleine Stadt will schlafen gehn
- 1954: Rosen aus dem Süden
- 1954: Der schweigende Engel
- 1955: Der Major und die Stiere
- 1955: Held in unserer Zeit
- 1956: Der Verräter
- 1956: Das Spinnennetz
- 1956: Von der Liebe besiegt
- 1959: Ein unbeschriebenes Blatt
- 1960: Am grünen Strand der Spree
- 1960: Wilhelm Tell
- 1961: Ihnen bleibt nichts erspart
- 1964: Akte Wiltau
- 1966: Förster Horn (TV-Serie, eine Folge)
- 1967: Crumbles letzte Chance
- 1968: Schinderhannes
- 1969: Kellerassel
- 1970: Stückgut
- 1971: Flick-Flack
- 1972: Geheimagenten
- 1974: Tatort: Die Rechnung wird nachgereicht
- 1975: Die halbe Eva
- 1978: Probezeit
- 1979: Unternehmen Rentnerkommune
- 1982: Ich werde warten
- 1982: Tatort: Blaßlila Briefe
- 1988, 1990, 1993: Ein Fall für zwei (drei Folgen)
- 1992: Mit Leib und Seele (TV-Serie, drei Folgen)
- 1996: Zwei vom gleichen Schlag